# Podgorje (Banovići)
Podgorje es un pueblo de la municipalidad de Banovići, en el cantón de Tuzla, Bosnia y Herzegovina.

## Superficie
Posee una superficie de 6,64 kilómetros cuadrados.

## Demografía
Hasta 2013 la población era de 1106 habitantes, con una densidad de población de 166,6 habitantes por kilómetro cuadrado.